# ستيفن سوتون
ستيفن سوتون (بالإنجليزية: Stephen Sutton)‏ هو مدون بريطاني، ولد في 6 ديسمبر 1994 في Burntwood ‏ في المملكة المتحدة، وتوفي في 14 مايو 2014 في برمنغهام في المملكة المتحدة بسبب سرطان القولون.

## وصلات خارجية
- الموقع الرسمي